# Vyza
Vyza (latinsky Huso) je rod velkých chrupavčitých ryb z čeledi jeseterovitých. Patří sem tyto dva druhy:
- Vyza malá (Huso dauricus), též kaluga (Georgi, 1775)
- Vyza velká (Huso huso), též běluga (Linné, 1758)